# 什皮欽齊 (赫梅利尼茨基區)
49°28′32″N 27°10′29″E / 49.47556°N 27.17472°E
什皮欽齊（烏克蘭語：Шпичинці）是位於烏克蘭西部的村莊，由赫梅利尼茨基州裡赫梅利尼茨基區的利索維-赫里尼夫齊市鎮負責管轄。該村面積15.01平方公里，2001年人口490，人口密度每平方公里32.64人。